# Тепер я йду у дику далечінь
«Тепер я йду у дику далечінь» (англ. Into the Wild) — пригодницький біографічний фільм режисера Шона Пенна. Основою сюжету стрічки стала розповідь про подорожі Крістофера Маккендлесса на початку 1990-х років територією Північної Америки. Сценарій фільму базується на книзі Джона Кракавера «У дикій глушині», яка, своєю чергою, заснована на щоденнику та розповідях родичів та знайомих Маккендлесса. Фільм був уперше представлений на Римському міжнародному кінофестивалі. На 5 вересня 2021 року фільм займав 232-ту позицію у списку 250 кращих фільмів за версією IMDb.

## Сюжет
Фільм розповідає реальну історію про мандри Крістофера Маккендлесса, юнака з вельми забезпеченої сім'ї, котрий закінчив Університет Еморі та дізнався про те, що він та його сестра є позашлюбними дітьми свого батька. Закарбовані в пам'яті постійні сімейні сварки між батьками та розчарування в матеріальних цінностях сучасного суспільства спонукали Крістофера знищити всі свою документи та кредитні картки, віддати усі свої гроші на благодійність Oxfam, та стати волоцюгою. 
Впродовж двох років з 1990 по 1992 рік під ім'ям Александер Суперволоцюга (Alexander Supertramp) він подорожував Штатами і Мексикою, знаходив підробіток на елеваторі, продаючи книги, поки, нарешті, не опинився на Алясці. Тут він зробив останній акт самозречення, оселившись у суворій пустельній місцевості в старому шкільному автобусі.

## У ролях
| Актор             | Персонаж                                         | Роль |
| ----------------- | ------------------------------------------------ | --- |
| Еміль Гірш        | Крістофер Маккендлесс (Александер Суперволоцюга) | Головний герой, мандрівник територією США та Мексикою                                                    |
| Марсія Ґей Гарден | Біллі Макенддлесс                                | Мати (мачуха) Крістофера Маккендлесса та Керін Маккендлесс                                               |
| Вільям Герт       | Волт Маккендлесс                                 | Батько Крістофера Маккендлесса та Керін Маккендлесс                                                      |
| Джена Малоун      | Керін Маккендлесс                                | Сестра Крістофера Маккендлесса. Також: голос оповідача                                                   |
| Брайан Діркер     | Рейні                                            | Хіппі, котрий подорожує мікроавтобусом, продає книжки та стає другом Крістофера, також дає роботу        |
| Кетрін Кінер      | Джейн Баррес                                     | Дружина Рейні, хіппі                                                                                     |
| Вінс Вон          | Вейн Вестерберг                                  | Власник компанії зі збору врожаю, що надав роботу Крістоферу на елеваторі.                               |
| Крістен Стюарт    | Трейсі Татро                                     | Дівчина-хіппі, що подорожує разом з Рейні та дає виступи зі співом під гітару, "маленька Джонні Мітчелл" |
| Гел Голбрук       | Рон Франц                                        | Похилий самтній чоловік, що надав притулок Крістоферу перед його подорожжю в Аляску.                     |
| Джим Геллієн      | ...                                              | Водій, остання людина, що бачила Крістофера живим. Доправляв Крістофера з Фербенкса до Стампід-Трейл.    |
| Джеймс О'Нілл     | ...                                              | Випускний Читець.                                                                                        |
| Мелінда МкКоллум  | ...                                              | Офіціантка                                                                                               |
| Пол Нолс          | ...                                              | Керуючий будинком                                                                                        |
| Зак Ґаліфіанакіс  | Кевін Волліс                                     | |

## Цікаві факти
- Аби виконати головну роль у фільмі, Еміль Гірш схуднув на 16 кг.
- Коли Шон Пенн вперше загорівся бажанням зробити цей фільм (а це сталося відразу як тільки він прочитав книгу Джона Кракавера, що вийшла у 1996 році), у ролі Маккендлесса він бачив Леонардо ДіКапріо, а у ролі Рона Франца — Марлона Брандо.
- Фільм повністю знятий саме там, де жив і страждав Маккендлесс. Знімальній групі довелося їздити на Аляску чотири рази, аби захопити всі пори року.
- За словами самого Шона Пена, він йшов до знімання цього фільму майже десять років. Книгу Крекавера він прочитав за одну ніч у 1996 році, після чого негайно розпочав переговори з батьками Маккендлісса про її екранізацію. Однак, коли все вже було готове до фільмування, батьки відмовилися.
- Це перша картина режисера Шона Пенна, де не зіграла його тодішня дружина Робін Райт.
- Лось, якого у фільмі вбив Крістофер, насправді був знайдений мертвим на Алясці.
- Дейві Чейз прослуховувалась на роль Трейсі, але не отримала її.
- 19 червня 2020 року влада штату Аляска прибрала знятий у фільмі автобус №142 ("Чарівний автобус"), що перебував у віддаленому лісистому районі Стампід-Трейл (Stampede Trail)[1]. За словами чиновників, пам'ятка становила смертельну небезпеку для туристів: чимало шанувальників кінокартини, які вирішили дістатися до культового автобуса, загинули або зазнали поранення. Наразі автобус знахидиться на території Музею Півночі, що підпорядковується Університету Аляски у Фербанксі, штат Аляска[1] та має бути відреставрованим та стати основою для виставки.

## Опис файлу
1. ↑  Також відомий як «У дикій глушині» й «У диких умовах»